# 温特图尔足球俱乐部
温特图尔足球俱乐部，为瑞士苏黎世州温特图尔市的一个足球俱乐部。该队成立于1896年。

## 榮譽
瑞士足球超級聯賽冠軍：1906, 1908, 1917